# ディリス賞
ディリス賞（ディリスしょう、The Dilys Award ）は、アメリカ独立系ミステリ専門書店協会（Independent Mystery Booksellers Association、以下略称：IMBA）によって1992年から毎年贈られる賞。その年に書店が「最も楽しんで売ることができた」推理小説に贈られる。IMBAは、主にミステリを売る小売書店のための組織である。賞の名は、アメリカ合衆国初のミステリ専門書店を設立したディリス・ウィンという人物にちなむ。

## 各年の結果
| 年     | 受賞作                                                              | ノミネート作 |
| ------ | ------------------------------------------------------------------- | --- |
| 1992年 | カール・ハイアセン 『珍獣遊園地』                                   | - エリザベス・ジョージ 『ふさわしき復讐』 - スティーヴン・グリーンリーフ 『匿名原稿』 - J・A・ジャンス "Hour of the Hunter" - ヴァレリー・ウォルシェ "We Wish You A Merry Murder" |
| 1993年 | ジョン・ダニング 『死の蔵書』                                       | - マイクル・コナリー 『ナイトホークス』 - マーガレット・マロン 『密造人の娘』 - ミネット・ウォルターズ 『氷の家』 |
| 1994年 | ペーター・ホゥ 『スミラの雪の感覚』                                 | - シャラン・ニューマン "Death Comes As Epiphany" - マーシャ・ミュラー "Wolf in the Shadows" - サンドラ・ウェスト・プロウェル "By Evil Means" - スティーヴン・セイラー "Catilina's Riddle" - ミネット・ウォルターズ 『女彫刻家』 - ドン・ウィンズロウ 『高く孤独な道を行け』                                     |
| 1995年 | ジャネット・イヴァノヴィッチ 『私が愛したリボルバー』               | - ジェフ・アボット 『図書館の死体』 - ナンシー・アサートン "Aunt Dimity and the Duke" - ネヴァダ・バー 『極上の死』 - マイクル・コナリー 『ブラック・ハート』 - キャロル・オコンネル 『マロリーの神託』（改題『氷の天使』） - スーザン・ウェイド "Walking Rain"                                                 |
| 1996年 | マイクル・コナリー 『ラスト・コヨーテ』                             | - ロバート・クレイス 『死者の河を渉る』 - G・M・フォード 『手負いの森』 - シャーリン・マクラム "If I'd Killed Him When I Met Him" - トム・トーパー 『遺言補足書』 |
| 1997年 | マイクル・コナリー 『ザ・ポエット』                                 | - ハーラン・コーベン 『カムバック・ヒーロー』 - マーガレット・ローレンス "Hearts and Bones" - デニス・ルヘイン 『闇よ、我が手を取りたまえ』 - マイケル・マギャリティ "Tularosa" - スティーヴ・オリヴァー 『探偵ムーディー、営業中』 - トマス・ペリー "Dance for the Dead" - チャールズ・トッド 『出口なき荒野』 |
| 1998年 | ジャネット・イヴァノヴィッチ 『モーおじさんの失踪』                 | - リー・チャイルド 『キリング・フロアー』 - ハーラン・コーベン 『ロンリー・ファイター』 - デニス・ルヘイン 『穢れしものに祝福を』 - キャシー・ライクス 『既死感』 - ケイト・ロス 『マルヴェッツィ館の殺人』 |
| 1999年 | デニス・ルヘイン 『愛しき者はすべて去りゆく』                       | - ネヴァダ・バー 『闇へ降りる』 - リチャード・バリー "The Ghosts of Morning" - ジェイムズ・リー・バーク "Sunset Limited" - ウィリアム・K・クルーガー 『凍りつく心臓』 - チャールズ・トッド 『炎の翼』 |
| 2000年 | ロバート・クレイス "L.A. Requiem"                                   | - レニー・エアース 『夜の闇を待ちながら』 - ドナ・アンドリューズ 『庭に孔雀、裏には死体』 - ウィリアム・K・クルーガー 『狼の震える夜』 - ドン・ウィンズロウ 『カリフォルニアの炎』 |
| 2001年 | ヴァル・マクダーミド 『処刑の方程式』                               | - サラ・コードウェル 『女占い師はなぜ死んでゆく』 - ティム・コッキー "The Hearse You Came in On" - ロバート・クレイス 『破壊天使』 - ジャネット・イヴァノヴィッチ 『わしの息子はろくでなし』 |
| 2002年 | デニス・ルヘイン 『ミスティック・リバー』                           | - デイビッド・ハンドラー 『ブルー・ブラッド』 - シャーレイン・ハリス 『満月と血とキスと』（2009年に改題『トゥルーブラッド1 闇夜の訪問者』） - ウィリアム・K・クルーガー 『煉獄の丘』 - ピーター・ラヴゼイ 『死神の戯れ』                                                                                        |
| 2003年 | ジュリア・スペンサー＝フレミング "In the Bleak Midwinter"           | - ドナ・アンドリューズ 『恋するA・I探偵』 - リー・チャイルド "Without Fail" - ジャスパー・フォード 『文学刑事サーズデイ・ネクスト1―ジェイン・エアを探せ!』 - ジョージ・P・ペレケーノス 『終わりなき孤独』 |
| 2004年 | ジャスパー・フォード 『文学刑事サーズデイ・ネクスト2―さらば、大鴉』 | - ドナ・アンドリューズ 『ハゲタカは舞い降りた』 - ウィリアム・ブロドリック "The Sixth Lamentation" - P・J・トレイシー 『天使が震える夜明け』 - ジャクリーン・ウィンスピア 『夜明けのメイジー』 |
| 2005年 | ジェフ・リンジー 『デクスター 幼き者への挽歌』                      | - リー・チャイルド 『前夜』 - ジャスパー・フォード "Something Rotten" - レスリー・シルベール "The Intelligencer" - ジャクリーン・ウィンスピア "Birds of a Feather" - カルロス・ルイス・サフォン 『風の影』 |
| 2006年 | コリン・コッタリル 『三十三本の歯』                                 | - テレンス・ファハティ "In a Teapot" - クレイグ・ジョンソン "The Cold Dish" - モーラ・ジョス 『夢の破片』 - マーク・シュワイツァー "The Tenor Wore Tap Shoes" - ドン・ウィンズロウ 『犬の力』 |
| 2007年 | ルイーズ・ペニー 『スリー・パインズ村の不思議な事件』               | - ジェイムズ・R・ベン "Billy Boyle" - スティーヴ・ホッケンスミス 『荒野のホームズ』 - ジョン・J・ラム 『嘆きのテディベア事件』 - ダイアン・セッターフィールド 『13番目の物語』 - ナンシー・ピカード 『凍てついた墓碑銘』                                                                                        |
| 2008年 | ウィリアム・K・クルーガー 『血の咆哮』                              | - リース・ボウエン 『貧乏お嬢さま、メイドになる』 - リサ・ラッツ 『門外不出探偵家族の事件ファイル』 - ディアナ・レイバーン "Silent in the Grave" - マーカス・セイキー 『錆びた刃』 |
| 2009年 | ショーン・チャコーヴァー "Trigger City"                             | - クリストファー・ファウラー "The Victoria Vanishes" - ディアナ・レイバーン "Silent in the Sanctuary" - トム・ロブ・スミス 『チャイルド44』 - ドン・ウィンズロウ 『夜明けのパトロール』 |
| 2010年 | アラン・ブラッドリー 『パイは小さな秘密を運ぶ』                     | - R・J・エロリー 『静かなる天使の叫び』 - クレイグ・ジョンソン "The Dark Horse" - スティーグ・ラーソン 『ミレニアム2 火と戯れる女』 - スチュアート・ネヴィル 『ベルファストの12人の亡霊』 - ルイーズ・ペニー "The Brutal Telling" - S・J・ローザン 『シャンハイ・ムーン』                                       |
| 2011年 | ルイーズ・ペニー "Bury Your Dead"                                   | - コリン・コッタリル "Love Songs from a Shallow Grave" - スティーヴ・ハミルトン 『解錠師』 - デニス・ルヘイン 『ムーンライト・マイル』 - キース・トムスン 『ぼくを忘れたスパイ』 - ドン・ウィンズロウ 『野蛮なやつら』                                                                                          |
| 2012年 | S・J・ローザン 『ゴースト・ヒーロー』                               | - ティム・ドーシー "When Elves Attack" - G・M・マリエット "Wicked Autumn" - アーチャー・メイヤー "Tag Man" - ルイーズ・ペニー "A Trick of the Light" |
| 2013年 | ピーター・ロビンスン "Before The Poison"                            | - コリン・コッタリル "Grandad, There's a Head on the Beach" - タナ・フレンチ "Broken Harbor" - スーザン・イーリア・マクニール 『チャーチル閣下の秘書』 - クリス・パヴォーネ 『ルクセンブルクの迷路』 |
| 2014年 | ウィリアム・K・クルーガー 『ありふれた祈り』                        | - リンジー・フェイ 『7は秘密』 - アレックス・グレシアン 『刑事たちの四十八時間』 - アン・ヒラーマン "Spider Woman's Daughter" - G・M・マリエット "Pagan Spring" - ヴィダル・サンドストル "The Land of Dreams"                                                                                                   |